# 후쿠시마 류야
후쿠시마 류야(일본어: 福島 竜弥, 2002년 6월 8일~)는 일본의 축구 선수이다.

## 구단 경력
그는 2021년 J1리그의 우라와 레즈에 입단했다. 2022년 J3리그의 SC 사가미하라로 이적했다. 2023년 일본 풋볼 리그의 고치 유나이티드 SC로 이적했다.